# 特雷波卡尼科
特雷波卡尼科（義大利語：Treppo Carnico），是意大利弗留利-威尼斯朱利亚大区乌迪内省特雷波利戈苏洛市镇的一个分区。总面积18.71平方公里，人口655人，人口密度35.0人/平方公里（2009年）。ISTAT代码为030125。
原为单独的市镇，2018年2月1日与利戈苏洛合并为新的特雷波利戈苏洛市镇。